# Ian Frid
Pour les articles homonymes, voir Frid.
Yan Borissovitch Frid (en russe : Ян Бори́сович Фри́д) de son vrai nom Yakov Friedland, né le 31 mai 1908 à Krasnoïarsk (Russie impériale) et mort le 19 décembre 2003 à Stuttgart, est un réalisateur et scénariste soviétique, maître de la comédie musicale des années 1950-1980.

## Biographie
Né à Krasnoïarsk dans une famille d'ascendance juive, Yan Frid fait ses études dans la classe de Vladimir Soloviov (ru) à l'Institut d'art dramatique Alexandre Ostrovski de Léningrad, l'établissement d'enseignement supérieur qui fusionne par la suite avec l'Académie des arts du théâtre de Saint-Pétersbourg. Diplômé en 1932, il poursuit sa formation sous la direction de Sergueï Eisenstein à l'Institut national de la cinématographie dont il obtient le diplôme en 1938. La même année le studio Lenfilm lui ouvre ses portes. Il y débute par un court métrage en noir et blanc La Chirurgie, adapté de la nouvelle d'Anton Tchekhov Esculapes de village (1882), avec dans les rôles principaux Ivan Moskvine et Igor Ilinski.
Membre du PCUS depuis 1939. Engagé dans l'armée soviétique pendant la Grande Guerre patriotique, il participe aux combats sur le front de Leningrad et le 2e front balte. Du mois de janvier 1944 au mai 1945, il dirige la Maison de l'Armée rouge - un centre de propagande politique et culturelle - de la 15e armée aérienne de l'URSS. Gradé major à l'issue de la guerre il reçoit plusieurs décorations, notamment l'ordre de l’Étoile rouge, l'une des plus hautes récompenses militaires soviétiques.
De retour à la vie civile, il retrouve le chemin des studios où au début des années 1950 son travail se cantonne au genre du documentaire. Puis, en 1953, avec le directeur de la photographie Apollinari Doudko, il réalise une adaptation cinématographique de la pièce Lioubov Yarovaïa montée par Ivan Efremov (ru) au Théâtre Tovstonogov en 1951, d'après l’œuvre originale de Konstantin Trenev (1926). Le film fait le plus grand nombre d'entrées en URSS en 1953.
En 1955, il entreprend à porter à l'écran La Nuit des rois qui est la première adaptation cinématographique de l’œuvre de Shakespeare en Union soviétique, dont la distribution réunit les vedettes comme Klara Loutchko, Vassili Merkouriev, Gueorgui Vitsine, Bruno Freindlich, Alla Larionova (ru), Mikhaïl Yanchine.
Le titre de son premier film musical Adieu à Pétersbourg réalisé en 1971 fait référence à la valse Abschied von St. Petersburg de Johann Strauss II. Il raconte le séjour du célèbre compositeur à Pavlovsk en 1857 et son amour pour l'aristocrate russe Olga Smirnitskaïa. Dans le rôle de Johann Strauss s'y illustre l'acteur letton Ģirts Jakovļevs (lv).
La consécration l'attend après la sortie de son adaptation télévisée du Chien du jardinier de Lope de Vega (traduit par Mikhaïl Lozinski) réalisée en 1977, avec Margarita Terekhova (Diana, comtesse de Belflor) et Mikhaïl Boyarski (Teodoro). Il enchaîne avec les comédie musicales à succès, toutes inspirées des grands classiques de littérature comme Die Fledermaus de Johann Strauss II (1874), avec Youri et Vitali Solomine, la Princesse Czardas d'Emmerich Kálmán (1915), avec Ivars Kalniņš, Marthe la pieuse de Tirso de Molina (1614), avec Margarita Terekhova et Emmanuil Vitorgan, Don César de Bazan de Dumanoir et Adolphe d'Ennery (1844), avec Anna Samokhina, Mikhaïl Boyarski et Iouri Bogatyriov. Parmi ses productions légères se distingue un film dramatique Le Carrosse vert sorti en 1967, dédié au destin tragique de l'actrice du théâtre Alexandrinski Varvara Assenkova.
Parallèlement à sa carrière de réalisateur, Yan Frid enseigne à l'Institut d'art dramatique Alexandre Ostrovski jusqu'en 1962, puis, à partir de 1970, devient professeur du Conservatoire Rimski-Korsakov de Léningrad.
En 1993, l'artiste s'installe à Stuttgart où il meurt le 19 décembre 2003.

## Filmographie
Réalisateur
- 1939 : La Chirurgie (ru) (Хирургия), court-métrage, 36 minutes
- 1939 : Le Patriote (Патриот)
- 1940 : Le Retour (Возвращение)
- 1953 : Lioubov Iarovaïa (Любовь Яровая)
- 1955 : La Nuit des rois (Двенадцатая ночь)
- 1956 : Le Chemin de la vérité (Дорога правды)
- 1957 : La Gloire baltique (Балтийская слава)
- 1960 : Un malheur étranger (Чужая беда)
- 1964 : Les Soucis du printemps (ru) (Весенние хлопоты) - Voir remarque -
- 1967 : Le Carrosse vert (Зелёная карета)
- 1971 : Adieu à Saint-Pétersbourg (ru) (Прощание с Петербургом)
- 1977 : Le Chien du jardinier (Собака на сене)
- 1979 : La Chauve-Souris (Летучая мышь)
- 1980 : La Pieuse Marta (ru) (Благочестивая Марта)
- 1981 : Sylva (Сильва)
- 1983 : Vent libre (ru) (Вольный ветер)
- 1989 : Don César de Bazan (Дон Сезар де Базан)
- 1992 : Tartuffe (ru) (Тартюф)

Scénariste
- 1955 : La Nuit des rois (Двенадцатая ночь)
- 1977 : Le Chien du jardinier (Собака на сене)
- 1979 : La Chauve-Souris (Летучая мышь)
- 1980 : La Pieuse Marta (ru) (Благочестивая Марта)
- 1981 : Sylva (Сильва)
- 1983 : Vent libre (ru) (Вольный ветер)
- 1989 : Don César de Bazan (Дон Сезар де Базан)
- 1992 : Tartuffe (ru) (Тартюф)

## Récompenses
- médaille pour la victoire sur l'Allemagne
- médaille pour la Défense de Léningrad
- ordre de l'Étoile rouge (1944)
- ordre du Drapeau rouge du Travail
- ordre de la Guerre patriotique (1945, 1985)
- ordre de l'Amitié (2003)

### Remarque
On peut visionner le film Les Soucis du printemps sur internet. Sur le générique on peut vérifier que Ian Frid en est le metteur en scène et que Maksim Abramovitch Rouf en est le réalisateur. Bizarrement aucune des nombreuses biographies de ce dernier, avec la liste des films qu'il a dirigés, ne mentionne ce titre.